# Vincenzo De Crescenzo
Vincenzo De Crescenzo (Nápoles, 13 de febrero de 1913 - Moiano, provincia de Benevento, 2 de julio de 1987) fue un poeta y letrista, famoso por ser el autor de la canción napolitana Luna rossa que, con música de Vian (seudónimo del compositor Antonio Viscione) estrenó el cantante Giorgio Consolini en 1950. El éxito de la canción fue inmediato. La grabó Claudio Villa y después, traducida al inglés, fue popularizada por Frank Sinatra, Ella Fitzgerald o Dean Martin. También es el autor de la letra de Malinconico autunno, cuya música fue compuesta por Furio Rendine, colaborador habitual de De Crescenzo. Gracias a estas canciones y a otras como Bandiera bianca o Calamita d'oro, se convirtió en el gran letrista de la canción napolitana tras el fin de la Segunda Guerra Mundial. También destacó como un gran creador de sceneggiate, género de teatro musical típicamente napolitano. Junto a otros autores y músicos, fundó una discográfica. Fue uno de los que encabezó las protestas contra el Festival de Nápoles por primar (a su juicio) la comercialidad en detrimento del respeto a las características tradicionales de las canciones. La oposición popular a la deriva del Festival hizo que este desapareciera en 1971.
Vincenzo era tío del también cantante Eduardo De Crescenzo.

## Ambiente familiar
De Crescenzo nació en un barrio del centro de Nápoles, Ponte di Casanova, junto a las vías férreas. Su padre regentaba un bar muy famoso en la zona. En su familia existía gran afición por la música. Su abuelo era un famoso intérprete de cantos a figliola, un tipo de canciones que se improvisaban con letras sobre vidas de santos y que estaban relacionadas con la devoción a la Virgen de Montevergine.

## Canciones
De Crescenzo fue el autor de numerosas canciones que se oyeron en el Festival de la Canción Napolitana. Entre otras, se hicieron muy populares Arri, arri cavalluccio, Bene mio, ’A vocca 'e Cuncettina, Solitudine, Serenatella ‘e maggio, Mandulino ‘e Santa Lucia, ’A figlia d’ ‘o cafettiere, Durmì, Allegretto ma non troppo, Fenesta verde, Maria je je, Inferno, Si Dio vulesse, Il sole è nato a Napoli, Napule è una o ’A terza Maria. Claudio Villa cantó y popularizó desde el comienzo de su carrera Calamita d'oro, que tenía música de Vincenzo Acampora y que inspiró en 1948 una película homónima de Armando Fizzarotti. Uno de los músicos con los que colaboró habitualmente fue Furio Rendine. De Rendine es la música de Malinconico autunno, canción con la que la cantante Marisa Del Frate ganó el V Festival de Nápoles en 1957. Otra canción célebre de De Crescenzo fue Credere (música de R. Forlani y Austin Forte), que interpretada por Nunzio Gallo y Milva ganó el primer premio del Giugno Canoro Napoletano (1961).

## Sceneggiatenapolitanas
En la década de 1970 De Crescenzo fue el autor de numerosas sceneggiate, con las que obtuvo gran éxito. Entre otras, se recuerdan ’E figlie, ’A sciurara, ’O treno d’ ‘o sole. Participaron en ellas actores como Tecla Scarano, Pupella Maggio, Luisa Conte, Enzo Turco, Ugo D’Alessio, Enzo Cannavale, Mario Merola o Giacomo Rizzo.

## Poesía
Escribió un poemario, Celeste, escrito en lengua napolitana. Según Mario Stefanile, autor del prólogo a los poemas, De Crescenzo consiguió una sintaxis nueva en la poesía dialectal. Sus poemas se caracterizan por la naturalidad y la ausencia de retórica. 